# CS Близнецов
CS Близнецов (лат. CS Geminorum) — одиночная переменная звезда в созвездии Близнецов на расстоянии (вычисленном из значения параллакса) приблизительно 4 178 световых лет (около 1 281 парсек) от Солнца. Видимая звёздная величина звезды — от +12,5m до +11,5m.

## Характеристики
CS Близнецов — красная пульсирующая полуправильная переменная звезда (SR) спектрального класса M5. Эффективная температура — около 3300 К.